# 郭東彩
郭東彩（英語：Dong Dong Kwok，2000年7月27日—），藝名東東，香港女模特兒，屬李健宏「The Baddies Factory」公司旗下的藝人，與李健宏一樣帶有紋身。於2021年參予ViuTV《全民造星IV》真人騷選秀，30強止步。

## 私人生活
其男友陳焯嵐亦是同屬公司藝人，與陳焯嵐一樣擅長滑板。

## 演出

### 電視節目（ViuTV）
- 2021年：《全民造星IV》參賽者

### 電視劇（ViuTV）
- 2022年：《繩角》 飾 East
- 2023年：《那年盛夏我們綻放如花》  飾 陳曉晶（Crystal）

### 電影
- 2022年：《一樣的天空》

### MV
- 2022年：Zpecial《深夜告別練習》

## 外部連結
- 郭東彩的Instagram帳戶
- 全民造星IV | 東東 （页面存档备份，存于）